# Serie E41 de CP
La Serie E41 fue un tipo portugués de locomotora a vapor, que se aplicó solo a una locomotora. Fue utilizada en las Líneas del Corgo y Sabor.

## Historia
Esta locomotora fue construida en 1904 por la casa alemana Hohenzollern, llegando a Portugal para ser utilizada en las obras de construcción de la Línea del Corgo. Después de 1947, sirvió en las maniobras en la Estación de Pocinho, siendo ocasionalmente sustituida por la E61. Está preservada en el Museo Ferroviario de Chaves.

## Características
Alcanzaba un esfuerzo de tracción de 3510 kg, y poseía una caldera con 12 kg/cm2, y una distribución del tipo Allan plana. Su capacidad de aprovisionamento era de 1000 kg de carbón y 2500 L de agua.